# Collins Bay (Grahamland)
Die Collins Bay (spanisch Bahía Collins) ist eine Bucht an der Graham-Küste des Grahamlands auf der Antarktischen Halbinsel. Sie liegt zwischen dem Deliverance Point und Kap Pérez im Südwesten der Kiew-Halbinsel.
Erstmals kartiert wurde die Bucht 1898 von Teilnehmern der Belgica-Expedition (1897–1899) unter der Leitung des belgischen Polarforschers Adrien de Gerlache de Gomery. Das UK Antarctic Place-Names Committee benannte die Bucht 1959 nach Konteradmiral Kenneth St Barbe Collins (1904–1982), Leiter der Landkartenerstellung in der hydrographischen Abteilung der britischen Admiralität.